# Isaac Barrow
Isaac Barrow, född oktober 1630 i London i England, död 4 maj 1677 i London i England, var en engelsk kristen teolog och matematiker. Han är mest känd för utvecklingen och bevisningen av analysens fundamentalsats, men hans arbete centrerade kring kappakurvans egenskaper.

## Biografi
Isaac Barrow var son till Thomas Barrow och Ann, dotter till William Buggin från North Cray. Barrow var professor vid Cambridges universitet, först i grekiska och från 1664 i matematik. År 1669 avstod han självmant sin professur till sin elev, sir Isaac Newton. Hans föreläsningar i optik var en viktig inspirationskälla för Newton vid hans upptäckt av det vita ljusets sönderdelning.